# S’Arenal d’en Casat
S’Arenal d’en Casat ist ein Sandstrand an der Nordküste der spanischen Baleareninsel Mallorca. Er befindet sich im Norden der Gemeinde Santa Margalida an der Badia d’Alcúdia („Bucht von Alcúdia“), zwischen den Orten Can Picafort und Son Serra de Marina.

## Lage und Beschreibung
Der Strand von S’Arenal d’en Casat beginnt im Nordwesten an der kleinen Landspitze Punta des Patró, etwa 1700 Meter südöstlich von Son Bauló, einem Ortsteil der vom Tourismus geprägten stadtähnlichen Siedlung Can Picafort. Er zieht sich bei einer maximalen Breite von 45 Metern etwa 1000 Meter entlang der teilweise felsigen Küste nach Südosten bis zur Landspitze von Punta Llarga de Son Real. Die Entfernung von dort bis zur nächsten Ansiedlung Son Serra de Marina im Südosten, über die Cala des Serralot und den Platja de Son Real, beträgt ungefähr 1700 Meter.

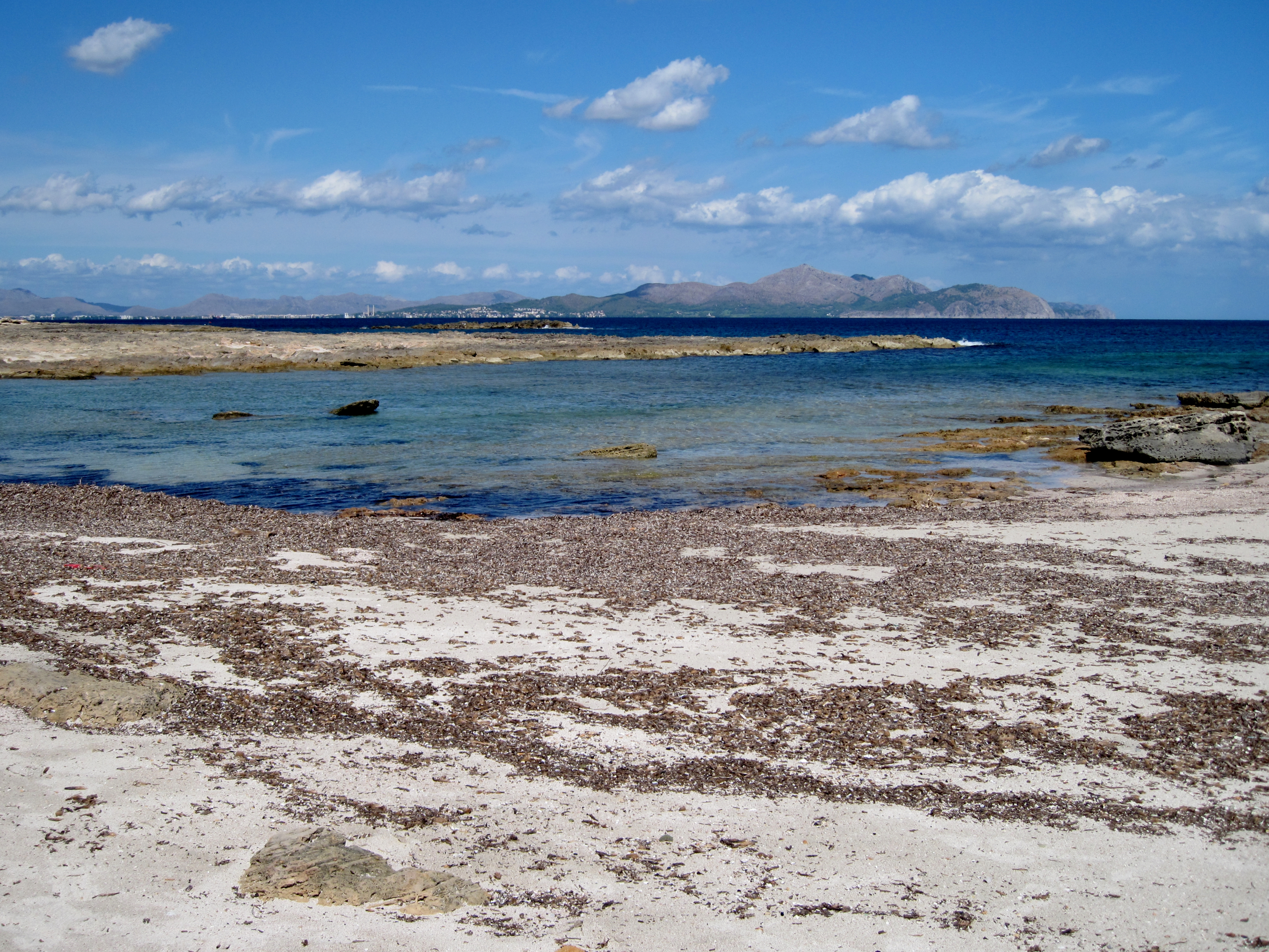
Punta des Patró

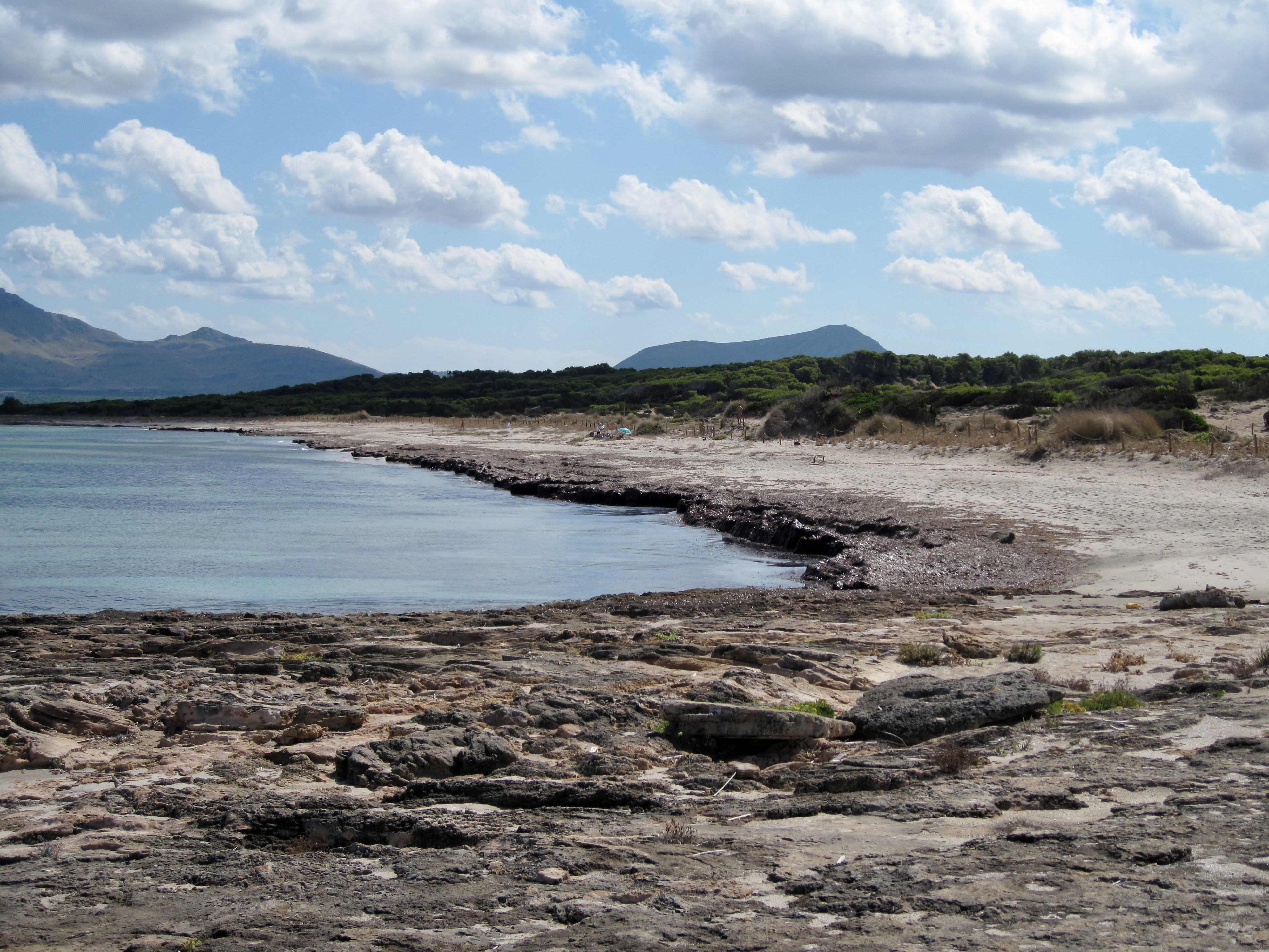
Mittlerer Strandabschnitt

S’Arenal d’en Casat ist Teil des etwa 1100 Hektar großen Naturschutzgebietes Dunes de Son Real (Typ ANEI – Àrea natural d’especial interès). Gemeinsam mit den Stränden Platja de Na Patana im Nordwesten und Platja de Son Real im Südosten sowie dazwischen liegenden felsigen Abschnitten bildet er die Küstenlinie der Landschaft Son Real, einem ehemals zusammengehörigen Landgut zwischen den Sturzbächen Torrent de Son Bauló und Torrent de Son Real. Auf der Küstenebene von Son Real konnten sich Dünen bilden, die durch niedere Vegetation festgehalten werden und auf fünf Kilometern Länge bei zwei Kilometern Breite unter Schutz gestellt wurden.
Der Strand von S’Arenal d’en Casat ist stark gegliedert, an manchen Stellen ist er von Felsabschnitten unterbrochen. Oftmals wird deshalb nur der 500 Meter lange südöstliche Teil zum eigentlichen Strand gerechnet, obwohl auch die kleinen nordwestlichen Buchten bis zur Punta des Patró Sandflächen besitzen. Der Sand des Strandes ist mit Seegrasresten durchsetzt, oftmals bleiben Anschwemmungen des Seegrases (Posidonia) am Ufer liegen. Auch auf den Sandflächen können kleine Felsen den Einstieg ins Wasser erschweren.
Durch die im hinteren Bereich des Strandes häufig anzutreffenden Dünen-Trichternarzissen, oft auch als Strandlilien (katalanisch Lliri de mar) bezeichnet, wird S’Arenal d’en Casat zuweilen Ses Assussenes genannt, obwohl Assussena eigentlich eine katalanische Bezeichnung für die von der Blüte her ähnlich aussehende Madonnen-Lilie (kastilisch Azucena) ist. Südwestlich geht der Bereich in den Kiefernwald der Pinar de Son Real über, dessen westlicher Teil zur Finca pública Son Real, einem öffentlichen Landgut, gehört. Der östliche Teil von Son Real ist als Es Ravellar weiterhin in Privatbesitz.

## Zugang
Über S’Arenal d’en Casat verläuft der naturbelassene Küstenwanderweg von Can Picafort nach Son Serra de Marina. Nächster mit Fahrzeugen erreichbare Punkt ist der touristisch und infrastrukturell gut erschlossene Ortsteil von Can Picafort Son Bauló oder der westliche Teil von Son Serra de Marina nahe dem dortigen Yachthafen. Beide Orte erreicht man auf der Landstraße MA-12 zwischen Artà und Alcúdia. Von dort ist S’Arenal d’en Casat in jeweils etwa 1700 Metern zu Fuß erreichbar. Weitere Wege verlaufen von der zwei Kilometer entfernten MA-12 durch den Kiefernwald in Richtung Meer, unter anderem von den Hauptgebäuden der Finca pública Son Real.